# 브뤼셀 오픈
브뤼셀 오픈(영어: Brussels Open)은 벨기에 브뤼셀에서 개최되었던 WTA 투어의 옛 여자 테니스 토너먼트이다. 2011년에 처음 개최되었으며, 바르샤바 오픈을 대체했다.2014년에 이 토너먼트는 WTA 프리미어 토너먼트에 WTA 인터내셔널 토너먼트로 격하된 후 취소되었다.